# Nachman Shai

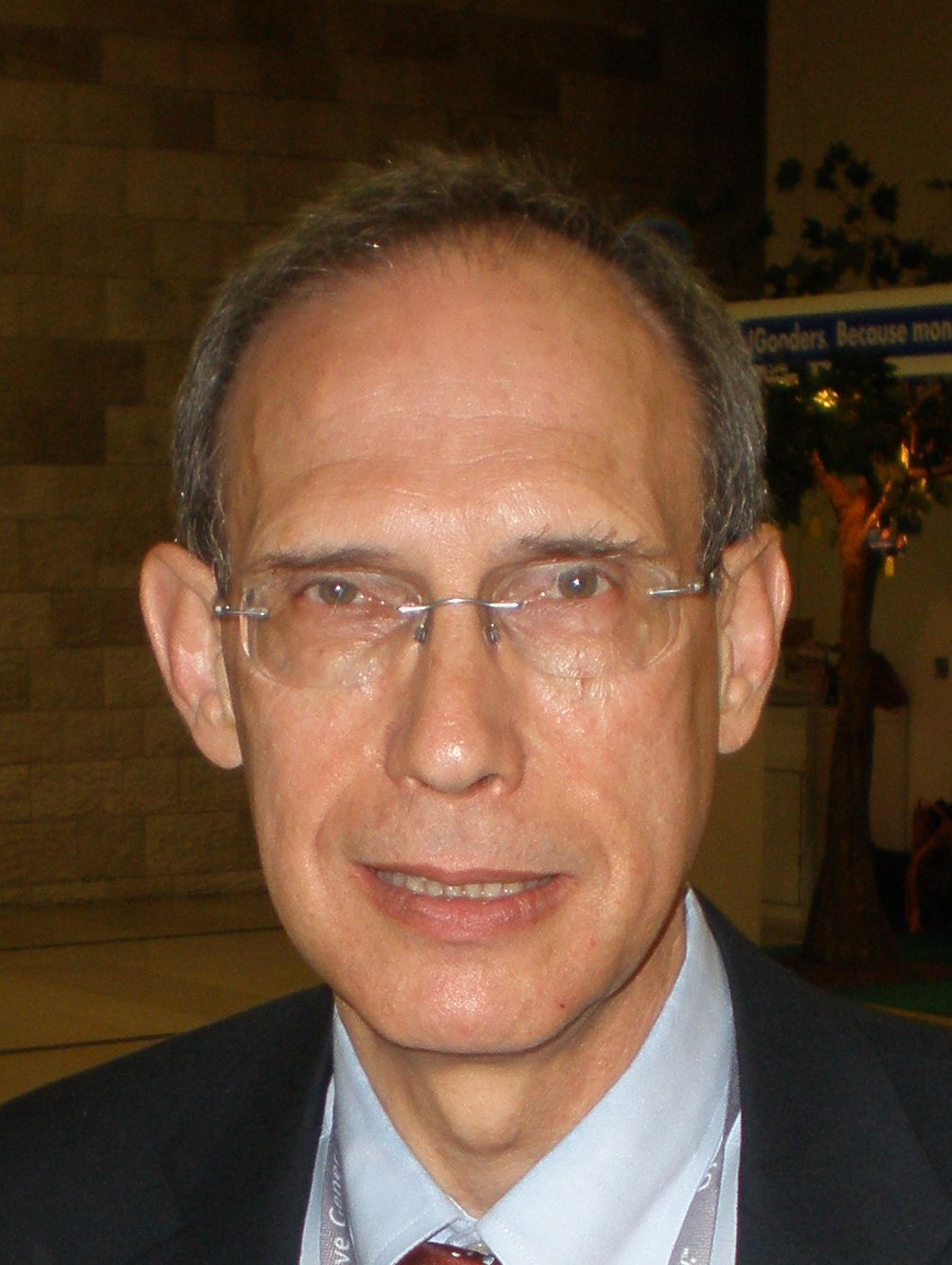
Nachman Shai (2008)

Nachman Schai (hebräisch נחמן שי, * 28. November 1946 in Jerusalem) ist ein israelischer Politiker der Awoda und Journalist.

## Leben
Während seiner Militärzeit war er Mitglied der Nachal-Einheiten. Zudem war er in jenen Jahren beim Militärradiosender Galei Zahal Shai beschäftigt. Er studierte Politikwissenschaften und Verwaltungswesen an der Hebräischen Universität Jerusalem und studierte danach am Shorenstein Center des JFK School of Government der Harvard University. Als Journalist wurde er Vorsitzender der Israel Broadcasting Authority. Seit 2009 ist Schai Abgeordneter in der Knesset. Von 2009 bis 2013 war Schai Mitglied der Partei Kadima. Seit 2013 ist er Mitglied der Partei Awoda. Schai ist verheiratet und hat drei Kinder.
Am 13. Juni 2021 wurde er als Minister Diaspora-Angelegenheiten in das Kabinett Bennett-Lapid berufen.